# Metamorfoza (szaradziarstwo)
Metamorfoza (szaradziarstwo) – rodzaj diagramowego zadania szaradziarskiego polegającego na przekształceniu podanego wyrazu na inny podany poprzez kolejną przemianę wszystkich liter wyrazu wyjściowego i tworzenie przez anagramowanie wyrazów przejściowych. Zazwyczaj pola przemiany liter są oznaczone, a każda z liter wyrazu wyjściowego może być zmieniona tylko raz.
Przykład metamorfozy:
| R | A | Z. |
|   |   | .  |
| . |   |    |
| O | N | E  |

W wyrazie RAZ należy zamienić literę z pola zaznaczonego kropką, a następnie przenieść litery do kolejnego rzędu, aby utworzyły nowe słowo 3-literowe. Postępując tak dalej, należy dojść do wyrazu ONE (jeden w języku angielskim). Wszystkie wpisywane wyrazy to rzeczowniki pospolite (jeden z nich ma również homonimowe znaczenie jako nazwa własna).
Rozwiązanie: era, ren.